# Oliarus kalalensis
Oliarus kalalensis är en insektsart som beskrevs av Synave 1965. Oliarus kalalensis ingår i släktet Oliarus och familjen kilstritar. Inga underarter finns listade i Catalogue of Life.